# Gerhard Evertz
Gerhard Evertz (* 7. Juli 1934 in Kassel) ist ein deutscher Jazzautor und Schlagzeuger.

## Leben und Wirken
Evertz erhielt eine handwerkliche Ausbildung im Bereich Werbung. Danach folgte eine selbständige Tätigkeit Siebdruck und Grafik, später eine Banktätigkeit im Bereich Marketing für Bausparen. Als Schlagzeuger spielte er zudem in der hannoverschen Veranstaltungs- und Jazzszene; mit dem „Starlight Swingtet“, dem er seit Anfang der 1950er Jahre angehörte, trat er 1955 auf dem Deutschen Amateur-Jazz-Festival in Düsseldorf auf. Außerdem war er mehrjährig als Dozent an der Abendschule für Fachkaufmann Marketing und Kommunikation sowie an der Sparkassenakademie aktiv.
In den letzten Berufsjahren war er Stellvertretender Bankabteilungs-Direktor im Bereich Landesbausparkasse bis zur Pensionierung im Juli 1996 bei der selbständigen LBS-Norddeutsche Landesbausparkasse. Die Zeit als Pensionär begann er erneut als Musiker, begriff sich aber auch als Dokumentator, Herausgeber und maßgeblicher Autor bei verschiedenen Buch-Projekten. Ein Schwerpunkt bei diesen Arbeiten liegt in der hannoverschen Jazz-Szene; überregional von Interesse sind seine Arbeiten zu Jutta Hipp.
Seine jazzhistorischen Arbeiten begannen 1991 mit dem Buch „Ein Club macht Jazz“, das er für den Jazz Club Hannover herausgeben hatte und das auch in Untersuchungen der Jugendkultur und der Kunstszene Berücksichtigung fand.
Nach der Pensionierung 1996 war er als Schlagzeuger noch an zwei Dokumentarfilmen im Quartett seines Freundes Heinz Both beteiligt; einer davon wurde 2002 unter dem Titel „Die Männer, der Krieg und die Liebe zum Swing“ bei N3 gesendet, der zweite 2003 als „Georgspalast GOP – Glanz, Glamour und Geschichten“.
1997 lud Evertz viele Musiker aus seiner aktiven Musikerzeit nach Hannover ein. Hier entstand die Idee zu einem Buch zur Betrachtung der Jazzgeschichte Hannovers; in Konzentration auf die Spanne von den 1940er bis in die Mitte der 1960er Jahre realisierte er dieses Vorhaben in der folgenden Zeit. 2004 wurde das Buch einem interessierten Publikum vorgestellt. Es erwies sich auch für die deutsche Jazzgeschichtsschreibung von Interesse. 2007 veröffentlichte er eine das Buch begleitende Doppel-CD mit Jazz aus Hannover. Danach folgten weitere jazzhistorische Projekte, auch zum North Sea Jazz Festival, zur New Jazz Group Hannover oder zur Sängerin Gudrun Becker.

## Schriften (Auswahl)
- Ein Club macht Jazz: 25 Jahre Jazz-Club Hannover. Jazzclub Hannover 1991, 132 Seiten (als Herausgeber).
- Gerhard Evertz: Hannover – ein Stück Jazzgeschichte. Eigenverlag, 752 Seiten. 2004.
- Gerhard Evertz: Heinz Both – Sein Leben – Seine Musik. Eine Dokumentation. Verlag des Biographiezentrums, Fuchstal bei Landsberg am Lech 2011. ISBN 978-3-940210-57-9
- Gerhard Evertz und Ilona Haberkamp: The Art and Life of Jutta Hipp, eine Gesamtausgabe. 208 S. (Beilage zur gleichnamigen CD/DVD-Box); Be! JazzRecords, Bruchsal 2015[12][13]